# Astragalus sata-kandaoensis
Astragalus sata-kandaoensis är en ärtväxtart som beskrevs av Dieter Podlech. Astragalus sata-kandaoensis ingår i släktet vedlar, och familjen ärtväxter. Inga underarter finns listade i Catalogue of Life.